# Cataulacus striativentris
Cataulacus striativentris é uma espécie de formiga do gênero Cataulacus, pertencente à subfamília Myrmicinae.